# حرف (جزين)
'حرف أو الحرف هي إحدى القرى اللبنانية من قرى قضاء جزين في محافظة الجنوب.